# Millettia sericantha
Espèce
Statut de conservation UICN

 DD  : Données insuffisantes
Millettia sericantha est une espèce de plantes à fleurs de la famille des Fabaceae.

## Publication originale
- Botanische Jahrbücher für Systematik, Pflanzengeschichte und Pflanzengeographie 28: 404. 1900.